# District de Bint-Jbeil
Le caza de Bint Jbeil est un district du Gouvernorat de Nabatieh dans le sud du Liban. Le chef-lieu du district est la ville du même nom, Bint Jbeil.

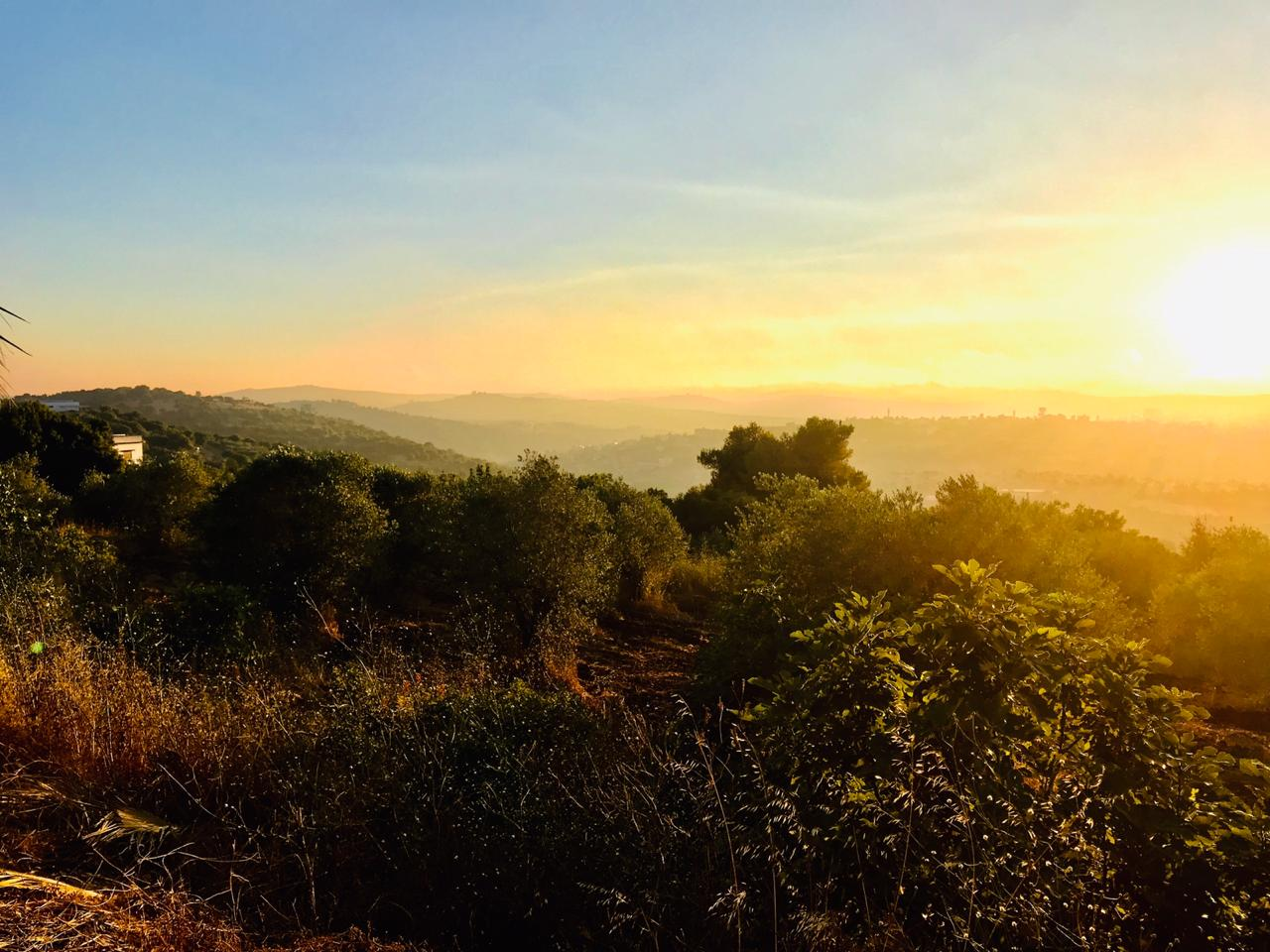
Baydar, district de Bint Jbeil

## Répartition confessionnelle des électeurs (2015)
http://elnashra.com/elections/vote
| Confessions       | Pourcentage |
| TOTAL CHRÉTIENS   | 11.33 %     |
| ----------------- | ----------- |
| Maronites         | 8.74        |
| Grecs-orthodoxes  | 0.21        |
| Grecs-catholiques | 2.21        |
| Autres chrétiens  | 0.17        |
| TOTAL MUSULMANS   | 88.66 %     |
| Sunnites          | 1.36        |
| Chiites           | 86.90       |
| Druzes            | 0.01        |
| Alaouites         | 0.01        |

## Villes et villages du caza
- Aitaroun
- Ayta ash-Shab
- Ain Ebel
- Bint-Jbeil
- Chaqra
- Rmeich
- Maroun al-Ras
- Tibnine
- Jmeijme
- Deir Ntar
- Tayri